# Pere Antoni d'Aragó-Cardona-Córdoba i Fernández de Córdoba
Pere Antoni d'Aragó-Cardona-Córdoba i Fernández de Córdoba (Lucena, 7 de novembre de 1611 - Madrid, 1 de setembre 1690) fou un aristòcrata, polític i militar espanyol. Tot i ostentar nombrosos títols, normalment s'intitulà duc de Sogorb i de Cardona. Fou comandant castellà en la Guerra dels Segadors, moment en què també fou nomenat lloctinent de Catalunya (1642-1644); encara va fer tasques polítiques i diplomàtiques com a ambaixador a Roma i com a virrei de Nàpols (1666-1671).

## Biografia

### Família
Fou el segon fill d'Enric d'Aragó-Cardona-Córdoba i Córdoba i de Catalina Fernández de Córdoba y Enríquez de Ribera. Al llarg de la seva vida es va casar en tres ocasions: primer el 1629 amb Jerónima de Guzmán-Dávila y Enríquez de Ribera; segon el 1641 amb Ana Fernández de Córdoba y Enríquez de Ribera; i tercer el 1680 amb Ana Catalina de la Cerda y Aragón-Cardona-Córdoba. No va tenir fills.
En morir el seu nebot, Joaquim d'Aragó-Cardona i Benavides, va heretar els títols principals de la família, i començà a intitular-se com a duc de Sogorb i de Cardona; fins aleshores havia ostentat el de marquès de Tovar, aportat per la seva primera esposa.

### Lloctinent de Catalunya
Durant la Guerra dels Segadors se li va encomanar dirigir una columna castellana de 4.500 homes que va sortir de Tarragona el 23 de març de 1642 per socórrer Perpinyà, que havia quedat aïllada al nord, però fou interceptat el 28 de març a la batalla de Montmeló per Philippe de La Mothe-Houdancourt al front de la cavalleria francocatalana, que havia sortit de Barcelona, causant 1.000 baixes entre els castellans i obligant-los a replegar-se a Tarragona, on no van poder arribar en ser encerclats abans a la batalla de la Granada, on va ser capturat amb les restes del seu exèrcit.
Fou traslladat a Montpeller, on estigué empresonat fins al 1644. Allà escrigué l'obra Geometría militar (1671). En ésser rescatat, esdevingué preceptor del príncep Baltasar Carles, però a la mort d'aquest va caure en desgràcia.

### Virrei de Nàpols
Fins al 1664 no torna a obtenir un càrrec polític, com a ambaixador a Roma. El 1666 fou traslladat a Nàpols en qualitat de virrei. Allà visqué amb tota mena de luxe i embellí la ciutat. El 1671 feu traslladar les restes d'Alfons el Magnànim al monestir de Poblet.

### Mort
Va morir el 1690 i va ser succeït per la seva neboda Caterina d'Aragó-Cardona i Sandoval-Rojas, que va aportar tota l'herència al seu marit Juan Francisco de la Cerda, duc de Medinaceli. Va ser enterrat al Monestir de Poblet, monestir al qual va deixar una generosa donació de la seva magnífica biblioteca l'any 1678, concretament foren 4.322 llibres, que anaven enquadernats amb pell vermella i portaven l'escut del virrei. Desgraciadament, molt pocs han tornat a Poblet després de l'abandó i destrucció que patí el monestir durant el segle xix.
Una part important de la seva biblioteca es conserva a la Biblioteca Pública de Tarragona